# She's Leaving Home
She's Leaving Home is een lied dat in 1967 is uitgebracht door de Britse popgroep The Beatles op het album Sgt. Pepper's Lonely Hearts Club Band. Het lied is voornamelijk geschreven door Paul McCartney, maar Lennon hielp met de tekst in het refrein met regels als "We sacrificed most of our lives / We gave her everything money could buy / Never a thought for ourselves...". Het lied gaat over een meisje dat op een vroege ochtend weg loopt van huis. Het is een van de weinige nummers waarop niemand van The Beatles een instrument bespeelt. De enige leden van The Beatles die erop te horen zijn, zijn John Lennon en Paul McCartney.

## Achtergrond
Paul McCartney las op een ochtend in een krant het bericht over het dan 17-jarige meisje Melanie Coe dat van huis weggelopen was. Toevallig had McCartney haar drie jaar eerder ontmoet tijdens de opnames van het Britse televisieprogramma Ready Steady Go.
Melanie Coe zelf heeft in mei 2008 een interview gegeven aan de Britse krant Daily Mail.

## Opnamen
Op 17 maart 1967 werd in zes takes het arrangement voor She's Leaving Home opgenomen in de Abbey Road Studios in Londen. Dit arrangement was gecomponeerd door Mike Leander en niet door Beatles producer George Martin. McCartney vroeg Leander om het arrangement te componeren omdat Martin niet beschikbaar was vanwege andere werkzaamheden. Deze actie van McCartney kwetste Martin. Het arrangement bestond uit viool, altviool, cello, contrabas en harp.
Op 20 maart werden de zangpartijen van McCartney en Lennon opgenomen. Dit gebeurde tweemaal om zo de suggestie te wekken dat er meerdere stemmen waren.

## Hitnoteringen

### NPO Radio 2 Top 2000
| Nummer met noteringen in de NPO Radio 2 Top 2000 | '99 | '00 | '01 | '02 | '03 | '04 | '05 | '06 | '07 | '08 | '09 | '10 | '11 | '12  | '13 | '14  | '15  | '16  | '17  | '18  | '19  | '20  | '21  | '22  | '23  | '24  |
| ------------------------------------------------ | --- | --- | --- | --- | --- | --- | --- | --- | --- | --- | --- | --- | --- | ---- | --- | ---- | ---- | ---- | ---- | ---- | ---- | ---- | ---- | ---- | ---- | ---- |
| She's Leaving Home                               | 481 | -   | 506 | 511 | 578 | 668 | 650 | 522 | 470 | 549 | 602 | 660 | 862 | 1094 | 935 | 1014 | 1136 | 1457 | 1136 | 1569 | 1507 | 1470 | 1623 | 1684 | 1766 | 1697 |

1. ↑  Een '-' betekent dat het nummer niet was genoteerd en een vetgedrukt getal geeft de hoogste notering aan.